# Cali Open (WTA)
Il Cali Open è un torneo professionistico di tennis giocato su campi in terra rossa. Ha fatto parte dell'ITF Women's Circuit dal 2007 al 2023, mentre a partire dal 2013 è entrato a far parte del WTA 125. Si gioca annualmente a Cali in Colombia, a parte la prima edizione, disputata a Bogotà. Il torneo fa il suo ritorno nel calendario nel WTA 125 2023 dopo essere stato assente per 9 edizioni a partire dal 2014. Nel 2024 il torneo subisce una variazione nel calendario, venendo spostato dalla solita data di fine gennaio e inizio febbraio a quella di novembre.

## Albo d'oro

### Singolare
| Anno       | Categoria     | Campionessa              | Finalista           | Punteggio     |
| ---------- | ------------- | ------------------------ | ------------------- | ------------- |
| 2007       | ITF $25,000   | Teliana Pereira          | Frederica Piedade   | 7–6(2), 6–2   |
| 2008       | ITF $25,000   | Mathilde Johansson       | Ekaterina Shulaeva  | 3–6, 6–0, 6–1 |
| 2009       | ITF $50,000   | Nastas'sja Jakimava      | Rossana de los Ríos | 6–3, 6–0      |
| 2010       | ITF $75,000   | Polona Hercog            | Mariana Duque       | 6–4, 5–7, 6–2 |
| 2011       | ITF $100,000  | Irina-Camelia Begu (1)   | Laura Pous Tió      | 6–3, 7–6(1)   |
| 2012       | ITF $100,000  | Alexandra Dulgheru       | Mandy Minella       | 6–3, 1–6, 6–3 |
| 2013       | WTA 125       | Lara Arruabarrena Vecino | Catalina Castaño    | 6–3, 6–2      |
| 2014- 2022 | Non disputato | Non disputato            | Non disputato       | Non disputato |
| 2023       | WTA 125       | Nadia Podoroska          | Paula Ormaechea     | 6–4, 6–2      |
| 2024       | WTA 125       | Irina-Camelia Begu (2)   | Veronika Erjavec    | 6–3, 6–3      |

### Doppio
| Anno      | Categoria     | Campionesse                           | Finaliste                              | Punteggio           |
| --------- | ------------- | ------------------------------------- | -------------------------------------- | ------------------- |
| 2007      | ITF $25,000   | Joana Cortez Roxane Vaisemberg        | Ana-Clara Duarte Teliana Pereira       | 5–7, 6–4, 6–4       |
| 2008      | ITF $25,000   | Mailen Auroux Estefania Craciun       | Melanie Klaffner Ksenija Milevskaja    | 6–1, 6–4            |
| 2009      | ITF $50,000   | Betina Jozami Arantxa Parra Santonja  | Frederica Piedade Nastas'sja Jakimava  | 6–3, 6–1            |
| 2010      | ITF $75,000   | Edina Gallovits Polona Hercog         | Estrella Cabeza Candela Laura Pous Tió | 3–6, 6–3, [10–8]    |
| 2011      | ITF $100,000  | Irina-Camelia Begu Elena Bogdan       | Ekaterina Ivanova Kathrin Wörle        | 2–6, 7–6(6), [11–9] |
| 2012      | ITF $100,000  | Karin Knapp Mandy Minella             | Alexandra Cadanțu Ioana Raluca Olaru   | 6–4, 6–3            |
| 2013      | WTA 125       | Catalina Castaño Mariana Duque Mariño | Florencia Molinero Teliana Pereira     | 3–6, 6–1, [10–5]    |
| 2014-2022 | Non disputato | Non disputato                         | Non disputato                          | Non disputato       |
| 2023      | WTA 125       | Weronika Falkowska Katarzyna Kawa     | Kyōka Okamura You Xiaodi               | 6–1, 5–7, [10–6]    |
| 2024      | WTA 125       | Veronika Erjavec Kristina Mladenovic  | Tara Würth Katarina Zavac'ka           | 6–2, 7–6(4)         |